# Jean-Paul Huchon
Jean-Paul Huchon (Parigi, 29 luglio 1946) è un funzionario e politico francese. 
Membro del Partito Socialista, è stato presidente del Consiglio regionale dell'Île-de-France dal 1998 al 2015.

## Biografia

### Formazione
Jean-Paul Huchon è cresciuto a Parigi e lì ha frequentato il Lycée Rodin poi l'Istituto di studi politici di Parigi e l'École nationale d'administration, dove erano studenti anche Claude Guéant, Alain Richard e Jean-Claude Trichet.

### Carriera politica
Huchon divenne membro del PSU nel 1967, successivamente questa formazione politica confluì nel PS. Dal 1971 al 1978 ha lavorato presso i ministeri delle Finanze, del Lavoro e degli Affari sociali prima di diventare vicesindaco di Conflans-Sainte-Honorine nel 1977 sotto Michel Rocard, al quale è succeduto come sindaco nel 1994. Huchon ha anche lavorato per un anno a partire dal 1985 come direttore della “Caisse Nationale” del Crédit Agricole. Quando la banca di Edouard Balladur fu privatizzata, fu licenziato con le seguenti parole: "Non ho mai sentito il tuo nome prima". Quando Rocard divenne ministro nel 1981 e primo ministro nel 1988, Huchon gli succedette come direttore di gabinetto e rimase tale fino al 1991. Ha poi lavorato per alcuni anni nel settore privato, principalmente insieme a François Pinault e come vicepresidente della società di headhunting Progress Associés. 
Nel 1998 il PS ottenne la maggioranza relativa nel Consiglio regionale dell'Île-de-France e Huchon fu eletto presidente del consiglio regionale. Nel 2001 si è dimesso da sindaco di Conflans. Nel 2003 è diventato membro del comitato consultivo scientifico del think tank socialdemocratico À gauche, en Europe, fondato da Michel Rocard e Dominique Strauss-Kahn.
Nelle elezioni del 2004, Huchon viene rieletto presidente del consiglio regionale.  
Huchon appartiene all'ala più pragmatica e socialdemocratica del partito. In un'intervista a Le Figaro nel 2008 ha invitato il PS a rompere con la "dottrina marxista".
Nelle elezioni del consiglio regionale del 2010, il PS, insieme ai suoi partner di coalizione, ha ottenuto nuovamente la maggioranza e Huchon è stato rieletto. Dopo aver goduto in passato di scarso riconoscimento pubblico ed essere stato accusato di mancanza di carisma, ha riacquisito notorietà e si è presentato con successo come un uomo calmo ed equilibrato.

### Vita dopo la politica
Huchon è stato professore associato presso l'HEC Paris.
In vista delle elezioni presidenziali del 2017, Huchon ha sostenuto Emmanuel Macron. Nel 2018, è stato nominato presidente onorario del consiglio regionale.

### Vita privata
Huchon è sposato. È un fan del rock, tra le sue band preferite vi sono i Led Zeppelin e i Coldplay.